# شهرستان مونرو (ویرجینیای غربی)
شهرستان مونرو، ویرجینیای غربی (به انگلیسی: Monroe County, West Virginia) یک سکونتگاه مسکونی در ایالات متحده آمریکا است که در ویرجینیای غربی واقع شده‌است.

## خصوصیات
شهرستان مونرو ۱٬۲۲۷٫۶۶ کیلومترمربع مساحت دارد.